# Коњарник (Житорађа)
Коњарник је насеље у Србији у општини Житорађа у Топличком округу. Према попису из 2022. било је 61 становника (према попису из 1991. било је 138 становника).

## Демографија
У насељу Коњарник живи 92 пунолетна становника, а просечна старост становништва износи 57,1 година (55,0 код мушкараца и 59,2 код жена). У насељу има 28 домаћинстава, а просечан број чланова по домаћинству је 2,18.
Ово насеље је великим делом насељено Србима (према попису из 2002. године), а у последња три пописа, примећен је пад у броју становника.
|  |

| Демографија | Демографија | Демографија |
| Година      | Становника  | Становника  |
| ----------- | ----------- | ----------- |
| 1948.       | 349         |             |
| 1953.       | 341         |             |
| 1961.       | 326         |             |
| 1971.       | 266         |             |
| 1981.       | 203         |             |
| 1991.       | 138         | 138         |
| 2002.       | 104         | 104         |
| 2011.       | 88          |             |
| 2022.       | 61          |             |

| Етнички састав према попису из 2002.‍ | Етнички састав према попису из 2002.‍ | Етнички састав према попису из 2002.‍ | Етнички састав према попису из 2002.‍ | Етнички састав према попису из 2002.‍ |
| ------------------------------------ | ------------------------------------ | ------------------------------------ | ------------------------------------ | ------------------------------------ |
|                                      |                                      |                                      |                                      |                                      |
| Срби                                 | Срби                                 |                                      | 94                                   | 90,38%                               |
| Роми                                 | Роми                                 |                                      | 5                                    | 4,80%                                |
| Македонци                            | Македонци                            |                                      | 2                                    | 1,92%                                |
| Црногорци                            | Црногорци                            |                                      | 1                                    | 0,96%                                |
| непознато                            | непознато                            |                                      | 2                                    | 1,92%                                |

| Година пописа     | 1948. | 1953. | 1961. | 1971. | 1981. | 1991. | 2002. |
| ----------------- | ----- | ----- | ----- | ----- | ----- | ----- | ----- |
| Број домаћинстава | 70    | 76    | 85    | 80    | 69    | 63    | 45    |

| Број чланова      | 1  | 2  | 3 | 4 | 5 | 6 | 7 | 8 | 9 | 10 и више | Просек |
| ----------------- | -- | -- | - | - | - | - | - | - | - | --------- | ------ |
| Број домаћинстава | 14 | 14 | 7 | 9 | 1 | 0 | 0 | 0 | 0 | 0         | 2,31   |

| Пол    | Укупно | Неожењен/Неудата | Ожењен/Удата | Удовац/Удовица | Разведен/Разведена | Непознато |
| ------ | ------ | ---------------- | ------------ | -------------- | ------------------ | --------- |
| Мушки  | 50     | 14               | 27           | 7              | 2                  | 0         |
| Женски | 46     | 8                | 26           | 12             | 0                  | 0         |
| УКУПНО | 96     | 22               | 53           | 19             | 2                  | 0         |

| Пол    | Укупно                    | Пољопривреда, лов и шумарство | Рибарство                            | Вађење руде и камена | Прерађивачка индустрија       |
| ------ | ------------------------- | ----------------------------- | ------------------------------------ | -------------------- | ----------------------------- |
| Мушки  | 17                        | 5                             | 0                                    | 0                    | 7                             |
| Женски | 7                         | 3                             | 0                                    | 0                    | 1                             |
| УКУПНО | 24                        | 8                             | 0                                    | 0                    | 8                             |
| Пол    | Производња и снабдевање   | Грађевинарство                | Трговина                             | Хотели и ресторани   | Саобраћај, складиштење и везе |
| Мушки  | 0                         | 1                             | 3                                    | 0                    | 0                             |
| Женски | 0                         | 0                             | 2                                    | 0                    | 0                             |
| УКУПНО | 0                         | 1                             | 5                                    | 0                    | 0                             |
| Пол    | Финансијско посредовање   | Некретнине                    | Државна управа и одбрана             | Образовање           | Здравствени и социјални рад   |
| Мушки  | 0                         | 0                             | 1                                    | 0                    | 0                             |
| Женски | 0                         | 0                             | 0                                    | 1                    | 0                             |
| УКУПНО | 0                         | 0                             | 1                                    | 1                    | 0                             |
| Пол    | Остале услужне активности | Приватна домаћинства          | Екстериторијалне организације и тела | Непознато            | Непознато                     |
| Мушки  | 0                         | 0                             | 0                                    | 0                    | 0                             |
| Женски | 0                         | 0                             | 0                                    | 0                    | 0                             |
| УКУПНО | 0                         | 0                             | 0                                    | 0                    | 0                             |